# Huaröds socken
Huaröds socken i Skåne ingick i Gärds härad, ingår sedan 1974 i Kristianstads kommun och motsvarar från 2016 Huaröds distrikt.
Socknens areal är 38,95 kvadratkilometer varav 38,20 land.  År 2000 fanns här 541 invånare. Tätorten Huaröd med sockenkyrkan Huaröds kyrka ligger i socknen.

## Administrativ historik
Socknen har medeltida ursprung.
Vid kommunreformen 1862 övergick socknens ansvar för de kyrkliga frågorna till Huaröds församling och för de borgerliga frågorna bildades Huaröds landskommun. Landskommunen uppgick 1952 i Degeberga landskommun som 1974 uppgick i Kristianstads kommun. Församlingen uppgick 2010 i Degeberga församling som 2014 uppgick i Degeberga-Everöds församling.
1 januari 2016 inrättades distriktet Huaröd, med samma omfattning som församlingen hade 1999/2000.
Socknen har tillhört län, fögderier, tingslag och domsagor enligt vad som beskrivs i artikeln Gärds härad. De indelta soldaterna tillhörde Norra skånska infanteriregementet, Gärds kompani och Skånska dragonregementet, Sallerups skvadron, Livkompaniet.

## Geografi
Huaröds socken ligger söder om Kristianstad på Linderödsåsen kring Mjöåns källor. Socknen är en kuperad skogsbygd med inslag av odlingsbygd och med höjder som i Fjällmossen når 181 meter över havet.
Naturreservatet Fjällmossen ligger här

## Fornlämningar
Boplatser, stensättningar och fossil åkermark har påträffats.

## Namnet
Namnet skrevs 1488 Hwerödh och kommer från kyrkbyn. Efterleden innehåller ryd, 'röjning'. Förleden är troligen huv, 'skyddstak över säd, halm eller hö'..
Före 7 februari 1919 skrevs namnet även Huvaröds socken.